# 特攻隊 (遊戲)
《特攻队》是1980年TRS-80电脑游戏，由Big Five Software开发。游戏程序由公司创始人比尔·霍格和杰夫·康宇编写。《特攻队》仿制自1980年街机游戏《Targ》。

## 评价
J·米什肯在第39期《太空玩家》中评测《特攻队》，称「这是Big Five系列的又一大作，我向所有街机爱好者强烈推荐」。